# Pentimento di Pietro
Il Pentimento di Pietro era una scena del registro superiore della cappella Brancacci (Santa Maria del Carmine, Firenze) del quale si è conservata solo la sinopia. L'opera è attribuita a Masaccio.

## Storia
Gli affreschi della Cappella Brancacci sono un enigma per gli studiosi nella mancanza di documentazione ufficiale. Commissionati forse a Masolino, che aveva come aiutante il più giovane Masaccio, si sa solo, tramite testimonianze indirette, che dovevano essere iniziati nel 1424 e che nel 1425 vennero portati avanti dal solo Masaccio per la partenza di Masolino per l'Ungheria. Nel 1428 Masaccio partiva per Roma dove sarebbe morto di lì a poco.
La decorazione iniziò proprio dal registro superiore, distrutto nel XVIII secolo; le fonti antiche (Vasari, Bocchi e Baldinucci), che videro la cappella prima delle drastiche alterazioni del XVIII secolo, sono concordi nell'attribuire la volta, le due lunette sulle pareti laterali e le due semilunette ai lati della finestra nella parete centrale a Masolino.
Tutto questo registro venne distrutto durante i lavori che "degoticizzarono" la cappella, durante i quali la volta venne sostituita da una cupoletta e la ridecorazione fu affidata al pittore fiorentino Vincenzo Meucci (1746-1748).
Solo con il restauro del 1983-1990 si sono ritrovate le sinopie del Pentimento di Pietro a sinistra e del Pasce oves meas. Umberto Baldini e Ornella Casazza hanno attribuito la prima a Masaccio (contraddicendo Vasari) e la seconda a Masolino.

## Attribuzione
Luciano Berti sottolineò come il disegno mostri una maggiore incisività nel tratto rispetto alle opere di Masolino, anche se la "forma raccolta, però non bloccata richiama la Madonna dell'Umiltà di Brema e di Monaco, e la Vergine nella Pietà empolese, o al Carmine stesso il vecchio ascoltatore assopitosi nella sottostante Predica" (tutte opere di Masolino).
La preponderanza della mano di Masolino nel registro superiore farebbe anche pensare al coinvolgimento di Masaccio solo in un secondo momento, quando si era trovato alle strette per terminare l'opera, essendo ormai in vista il viaggio in Ungheria.